# José María Sagardui
José María Sagardui, alias Gatza (sel en euskara), est un membre de l'organisation armée séparatiste basque Euskadi ta Askatasuna (ETA). Il a été condamné pour meurtre et appartenance à l'organisation armée ETA, classée comme organisation terroriste par l’État espagnol. En 2009 c'est la personne de cette organisation qui aura passé le plus de temps emprisonné dans les prisons espagnoles.

## Biographie
Arrêté en 1980, il a été condamné pour appartenance à une bande armée et trois meurtres. Il a été ultérieurement condamné pour tentative d'évasion déjouée en mars 1993 de la prison de Grenade. Il a été déclaré coupable de tentative de meurtre et de l'attentat contre le chef de la police municipale de Guernica, du meurtre de Juan Cruz Hurtado et de l'homicide de José María Arrizabalaga.
Il a suivi treize grèves de la faim, durant lesquelles il a jeûné environ 190 jours, durant sa détention. Il a passé les dix premières années de sa peine sous le régime pénitentiaire de premier degré dans la première phase.
Il a été libéré le 13 avril 2011, après trente ans et neuf mois de détention.

### Sources et bibliographie
- (es) Cet article est partiellement ou en totalité issu de l’article de Wikipédia en espagnol intitulé « José María Sagardui » (voir la liste des auteurs).
- Jean Chalvidant, ETA : L'enquête, éd. Cheminements, coll. « Part de Vérité », octobre 2003, 426 p. (ISBN 978-2-84478-229-8)
- (es) José María Benegas, Diccionario de Terrorismo, Madrid, Espasa Calpe, coll. « Diccionario Espasa », novembre 2004, 920 p. (ISBN 978-84-670-1609-3)
- Jacques Massey, ETA : Histoire secrète d'une guerre de cent ans, Paris, Flammarion, coll. « EnQuête », février 2010, 386 p. (ISBN 978-2-08-120845-2)